# Proper Dose
Proper Dose è il quarto album in studio dei The Story So Far, pubblicato il 21 settembre 2018 dalla Pure Noise Records.

## Tracce
1. Proper Dose – 2:20
2. Keep This Up – 2:27
3. Out of It – 2:38
4. Take Me as You Please – 3:43
5. Let It Go – 2:48
6. Upside Down – 3:51
7. If I Fall – 3:27
8. Need to Know – 2:52
9. Line – 2:37
10. Growing on You – 3:17
11. Light Year – 3:33

Durata totale: 33:33

## Formazione
Formazione come da libretto.
The Story So Far
- Parker Cannon – voce
- Kevin Geyer – chitarra solista
- Kelen Capener – basso
- Will Levy – chitarra ritmica
- Ryan Torf – batteria

Produzione
- Sam Pura – produzione, ingegneria del suono
- Tyler Shane Rodriquez – assistenza alla produzione
- Karl Dicaire – assistenza alla produzione
- Ryan Ellery – assistenza alla produzione
- Ryan Torf – ingegneria del suono aggiuntiva
- Eric Valentine – missaggio
- Michael Carrey – assistenza al missaggio
- Brian Gardner – mastering
- Rob Carmichael – direzione artistica
- The Story So Far – fotografia

## Classifiche
| Classifica (2018) | Posizione raggiunta |
| ----------------- | ------------------- |
| Australia)        | 55                  |
| Regno Unito       | 66                  |
| Scozia            | 50                  |
| Stati Uniti       | 19                  |